# 11 Serpentis
11 Serpentis, som är stjärnans Flamsteed-beteckning, är en ensam stjärna i den södra delen av stjärnbilden Ormen, som också har Bayer-beteckningen A1 Serpentis. Den har en skenbar magnitud på ca 5,50 och är svagt synlig för blotta ögat där ljusföroreningar ej förekommer. Baserat på parallax enligt Gaia Data Release 2 på ca 12,1 mas, beräknas den befinna sig på ett avstånd av ca 271 ljusår (ca 83 parsek) från solen. Den rör sig närmare solen med en heliocentrisk radialhastighet av ca –16 km/s

## Egenskaper
11 Serpentis är en orange till gul jättestjärna av spektralklass K0 III och ingår i röda klumpen, vilket betyder att den befinner sig på den horisontella jättegrenen och genererar energi genom termonukleär fusion av helium i dess kärna. Den har en massa som är ca 1,3 solmassor, en radie som är ca 11 solradier och utsänder ca 50 gånger mera energi än solen från dess fotosfär vid en effektiv temperatur på ca 4 800 K.